# TransNusa
TransNusa es una aerolínea con sede en Yakarta, Indonesia. Fue lanzada en agosto de 2005, sirviendo a varios destinos desde Kupang, Timor, utilizando aeronaves alquiladas de Pelita Air y Trigana Air Service. En agosto de 2011, TransNusa recibió su propio certificado de operador aéreo (AOC) y el permiso para operar como aerolínea comercial regular, funcionando como transportista regional. La aerolínea relanzó sus operaciones en 2022 después de suspender temporalmente sus vuelos en 2020 como consecuencia de la pandemia de COVID-19. Debido a un cambio en su estrategia, la aerolínea desde entonces se ha estado alineando más hacia un modelo de aerolínea de servicio completo.

## Historia

### Lanzamiento y primeros años (2005–2011)
TransNusa realizó su primer vuelo comercial el 4 de agosto de 2005 en cooperación con Trigana Air Service. Los servicios iniciales se establecieron a Waingapu, Tambolaka y Lewoleba, seguidos de rutas a Alor, Ende, Maumere, Ruteng, operados con un ATR 42-300 de Trigana Air. Posteriormente, TransNusa acordó más asociaciones de cooperación en Nusa Tenggara con Riau Airlines utilizando aviones Fokker 50, con un segundo ATR 42 suministrado por Trigana que se incorporó en abril de 2006. En junio, un Boeing 737-200 fue suministrado bajo contrato por Trigana para operar las rutas Kupang–Denpasar–Surabaya y Kupang–Makassar. A finales de 2006, el servicio del 737 fue reemplazado por un Fokker F28-4000 de Pelita Air.
En marzo de 2007, comenzaron los acuerdos con Mandala Airlines con TransNusa actuando como agente de boletos de Mandala en su oficina de Kupang y operando como servicio alimentador para los nuevos vuelos de Mandala con Airbus A320 desde el aeropuerto de Kupang. Esto conectó los servicios de TransNusa en Nusa Tenggara Oriental con la red nacional de Mandala a través de Yakarta y Surabaya. TransNusa inicialmente compró bloques de asientos en los vuelos del A320. En agosto de 2007, TransNusa firmó un acuerdo de subsidio de rutas con el gobierno provincial de Nusa Tenggara Occidental para proporcionar servicios en las rutas Mataram–Sumbawa y Mataram–Bima. Estos vuelos subsidiados se ofrecieron tres veces por semana. En octubre de 2007, TransNusa implementó el primer sistema de boletos electrónicos en Nusa Tenggara Oriental.

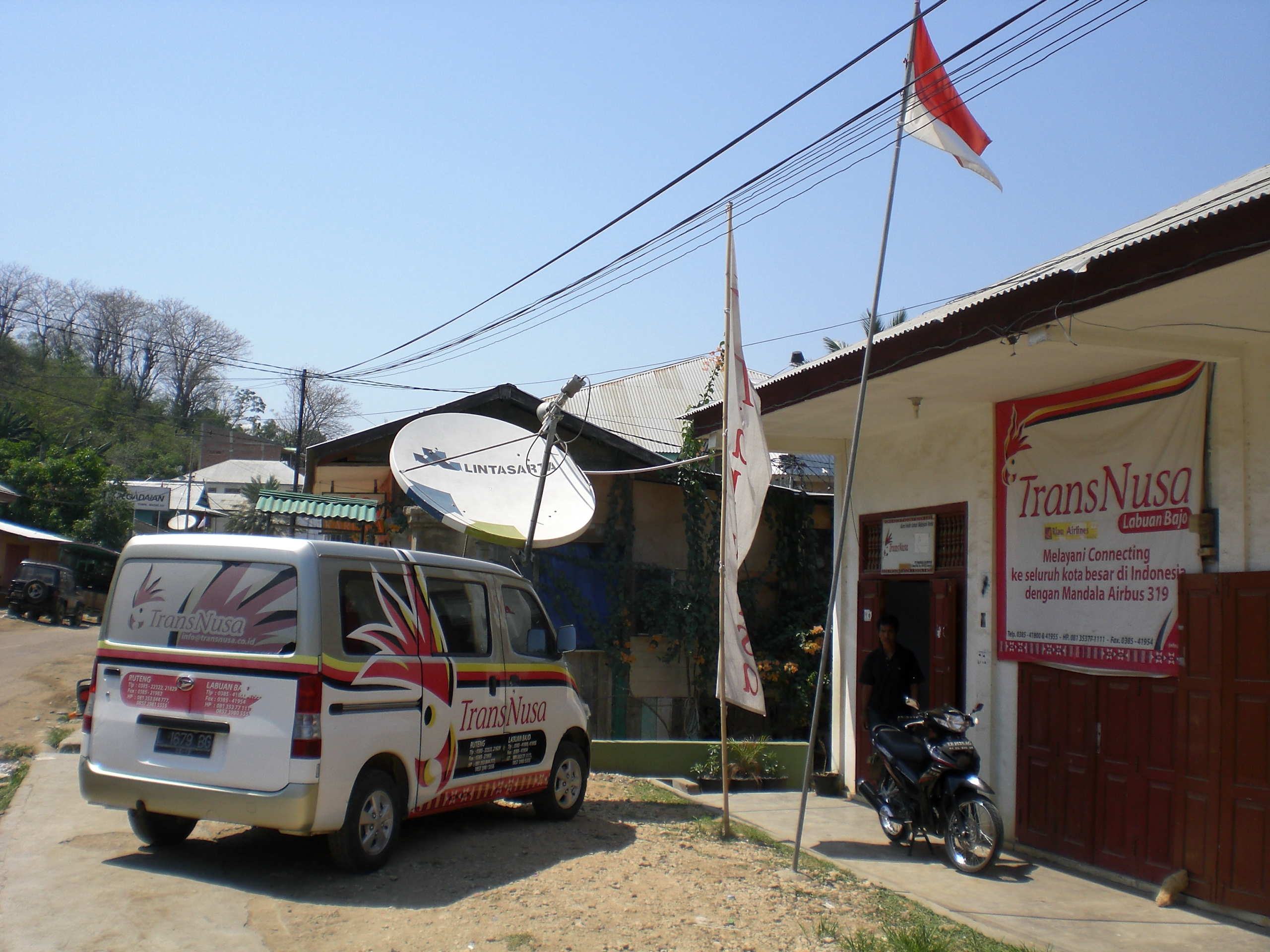
Oficina de TransNusa en Labuan Bajo

En marzo de 2008, TransNusa operaba cuatro aviones Fokker 50 en acuerdos de cooperación con Riau Airlines. El 10 de septiembre de 2008, Mandala Airlines anunció nuevos acuerdos con TransNusa para suministrar más servicios alimentadores desde Yakarta vía Surabaya hacia destinos como Ende, Sika, Bajawa, Lombok, Waingapu, Tambolaka, Labuan Bajo y Alor.
En diciembre de 2009, la aerolínea chárter Aviastar recibió un segundo BAe 146-200 nuevo de BAE Systems para ser operado en nombre de TransNusa con capacidad para 98 pasajeros en configuración de clase económica. El avión se basó en el Aeropuerto de Denpasar, en Bali, para operar hacia destinos en Nusa Tenggara Oriental. Este avión complementó un ATR 42-300 adquirido en colaboración con Indonesia Air Transport (IAT) para operaciones en Nusa Tenggara Oriental desde Kupang hacia Maumere, Alor y Lewoleba. Los ATR 42-300 también operaron en aeropuertos con pistas cortas como Larantuka, Rote y Sabu. La cooperación con IAT permitió aumentar la flota de ATR 42-300 a cuatro aeronaves a finales de año. En 2010, TransNusa ofreció conexiones con la red de Sriwijaya Air desde Kupang hacia Surabaya y Yakarta.

### Operación independiente y suspensión de operaciones (2011–2020)

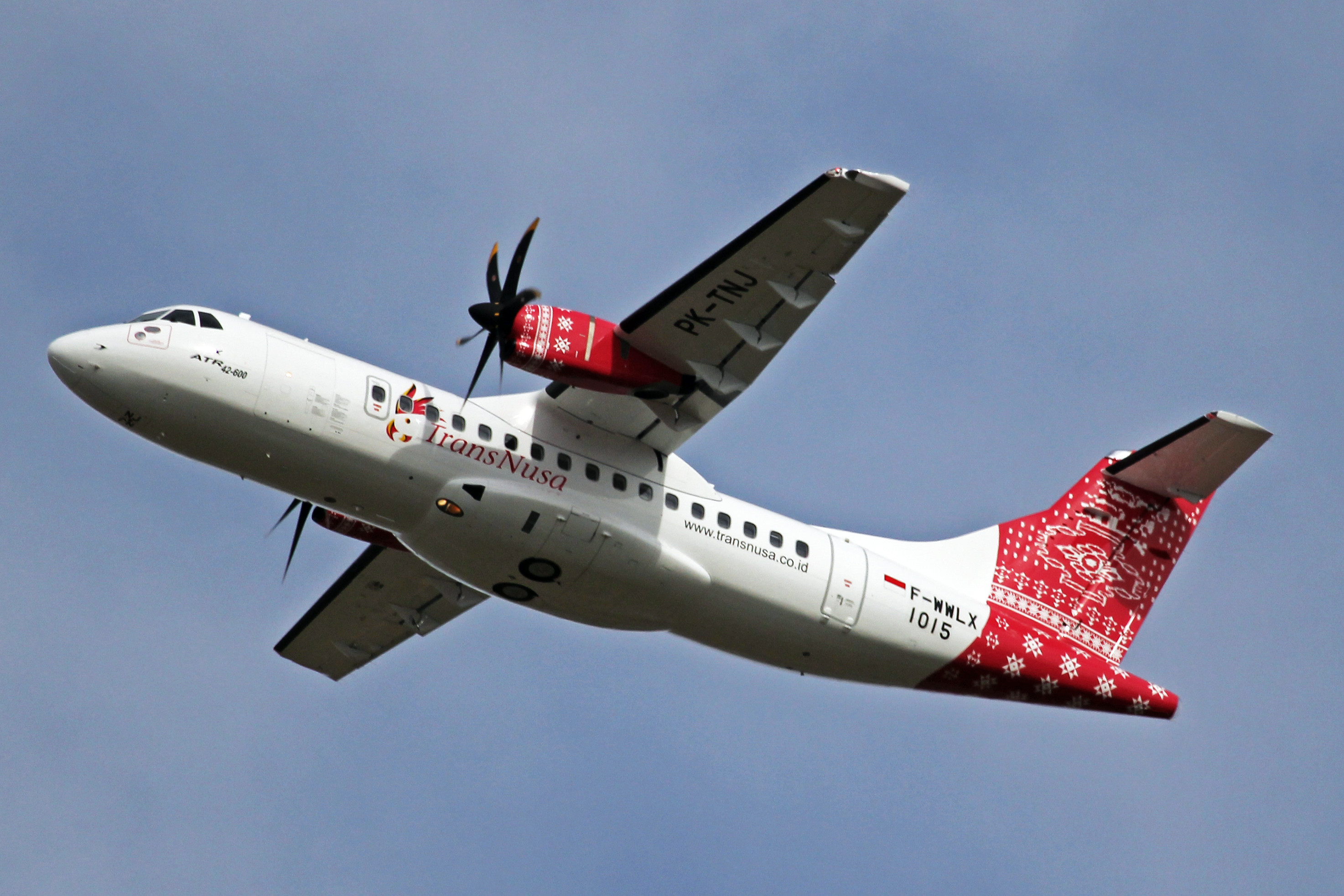
Un ATR 42-500, anteriormente operado por TransNusa

En 2011, TransNusa comenzó a operar vuelos comerciales regulares tras adquirir sus propios aviones y obtener la licencia de operación regular 121 de la Autoridad de Aviación Civil de Indonesia.
En 2017, TransNusa amplió su flota incorporando dos nuevos ATR 72-600, seguidos por otro ATR 72-600 y un ATR 42-500 en 2018. Para junio de 2019, TransNusa contaba con siete aviones ATR en su flota comercial y tres más en pedido, además de un BAe 146.
Afectada por la crisis provocada por la pandemia de COVID-19, la aerolínea suspendió sus operaciones en septiembre de 2020, lo que llevó a la devolución de su flota a los arrendadores.

### Relanzamiento (2021–presente)
En noviembre de 2021, TransNusa anunció a través de Instagram su intención de reanudar operaciones, esta vez como aerolínea de bajo costo en lugar de su modelo regional anterior. La aerolínea solicitó nuevamente el certificado de operador aéreo y realizó vuelos de prueba en febrero de 2022.
A principios de 2022, la aerolínea, ahora respaldada y parcialmente propiedad del China Aircraft Leasing Group (CALC) (subsidiaria indirecta del China Everbright Group), anunció que operaría una flota mixta de Airbus A320neo y Comac ARJ21, convirtiéndose en el primer operador extranjero de este último modelo.
El 6 de octubre de 2022, TransNusa relanzó oficialmente sus operaciones con un vuelo entre Yakarta y Denpasar. En febrero de 2024, la aerolínea anunció un cambio de estrategia para reposicionarse como una "aerolínea de servicio premium", indicando que ha implementado planes para diferenciarse de otras aerolíneas de bajo costo.

## Servicios

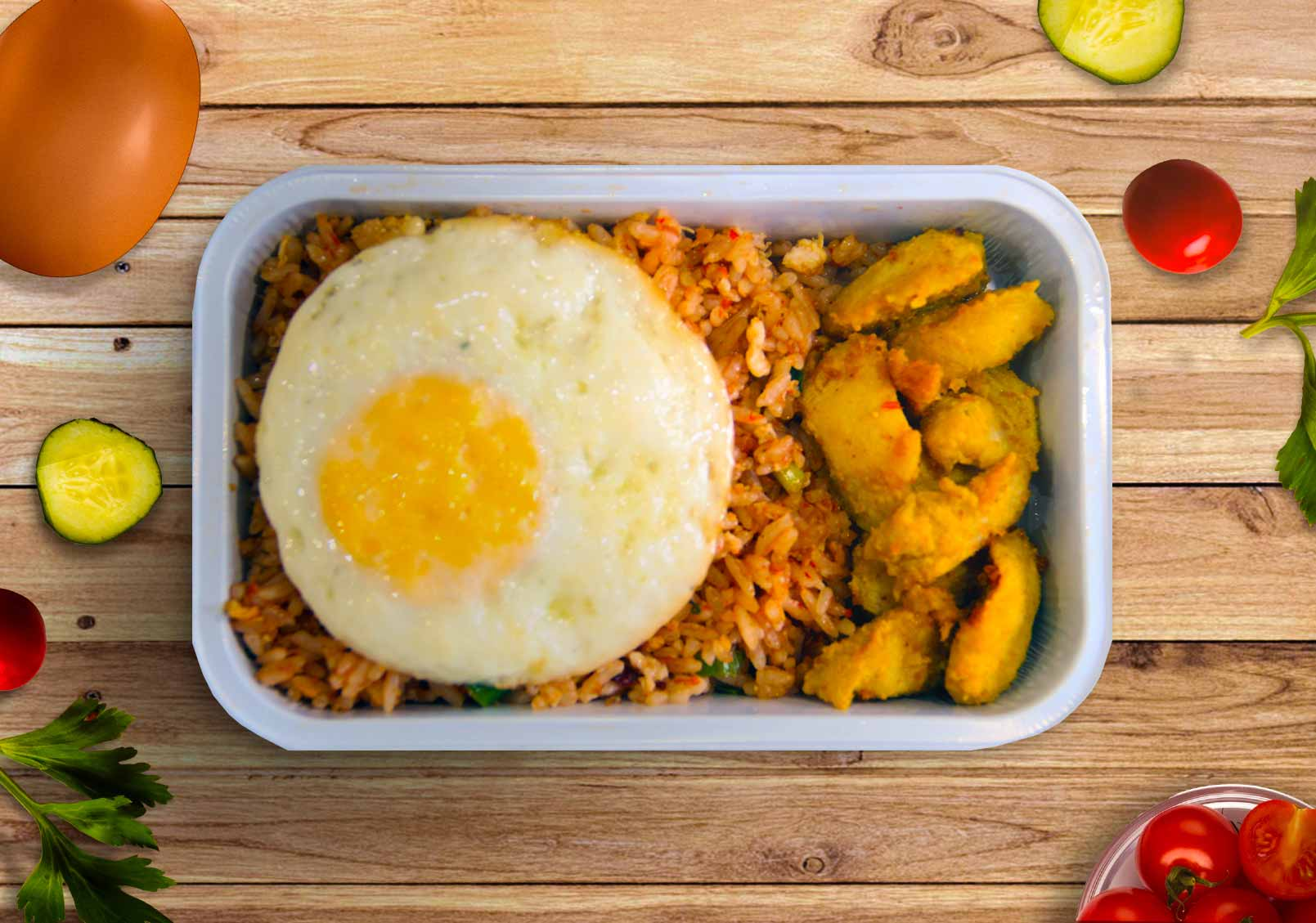
Comida a bordo de TransNusa

TransNusa ofrece opciones para comprar a bordo durante el vuelo, ofreciendo comida, bebidas, mercadería y duty free para comprar en el avión. Sin embargo, no se ofrecen artículos gratuitos a bordo, ya que la aerolínea es una aerolínea de bajo coste.

## Flota

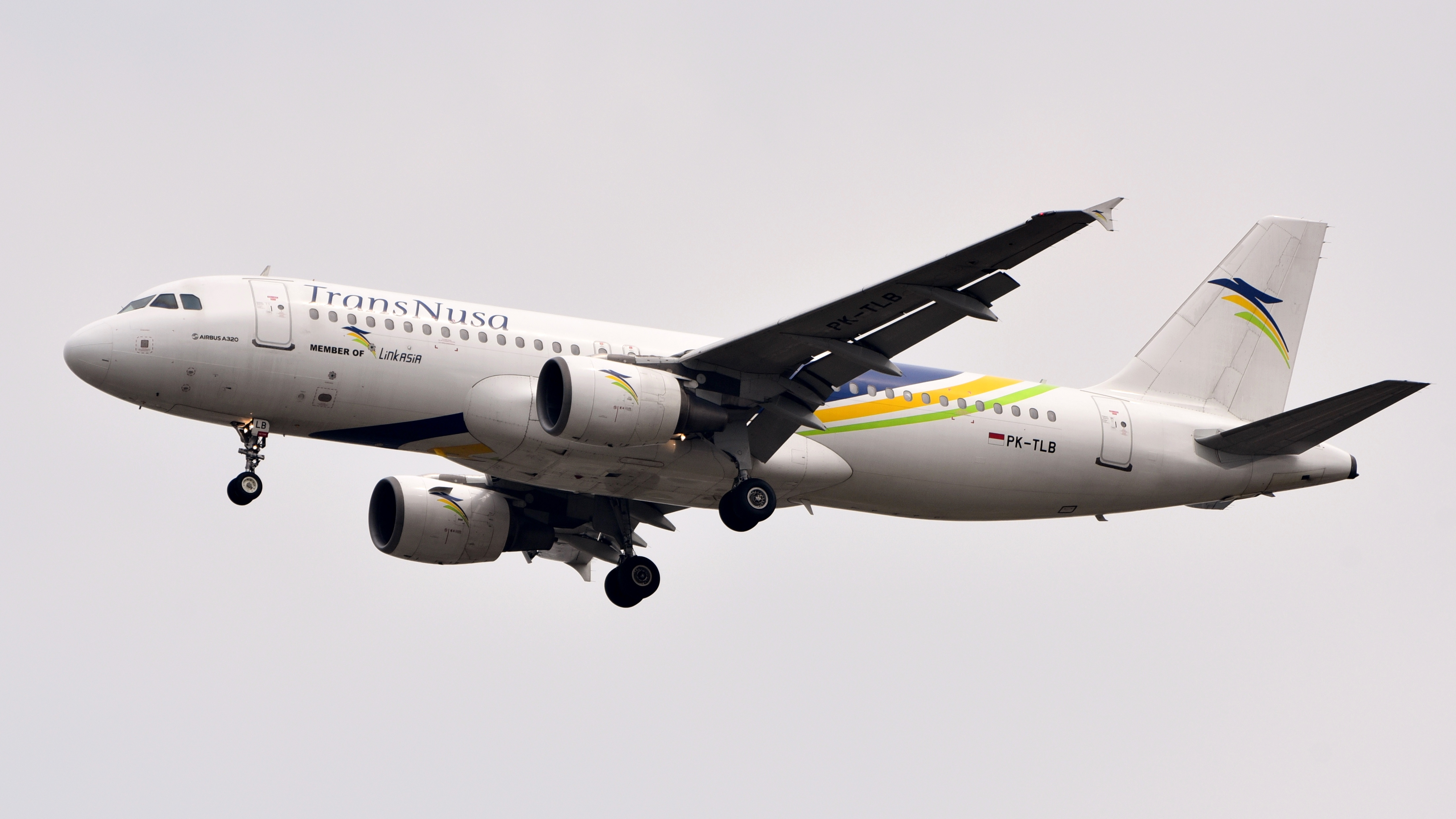
Un A320-200 de TransNusa en la aproximación final al Aeropuerto Internacional Soekarno-Hatta en Yakarta

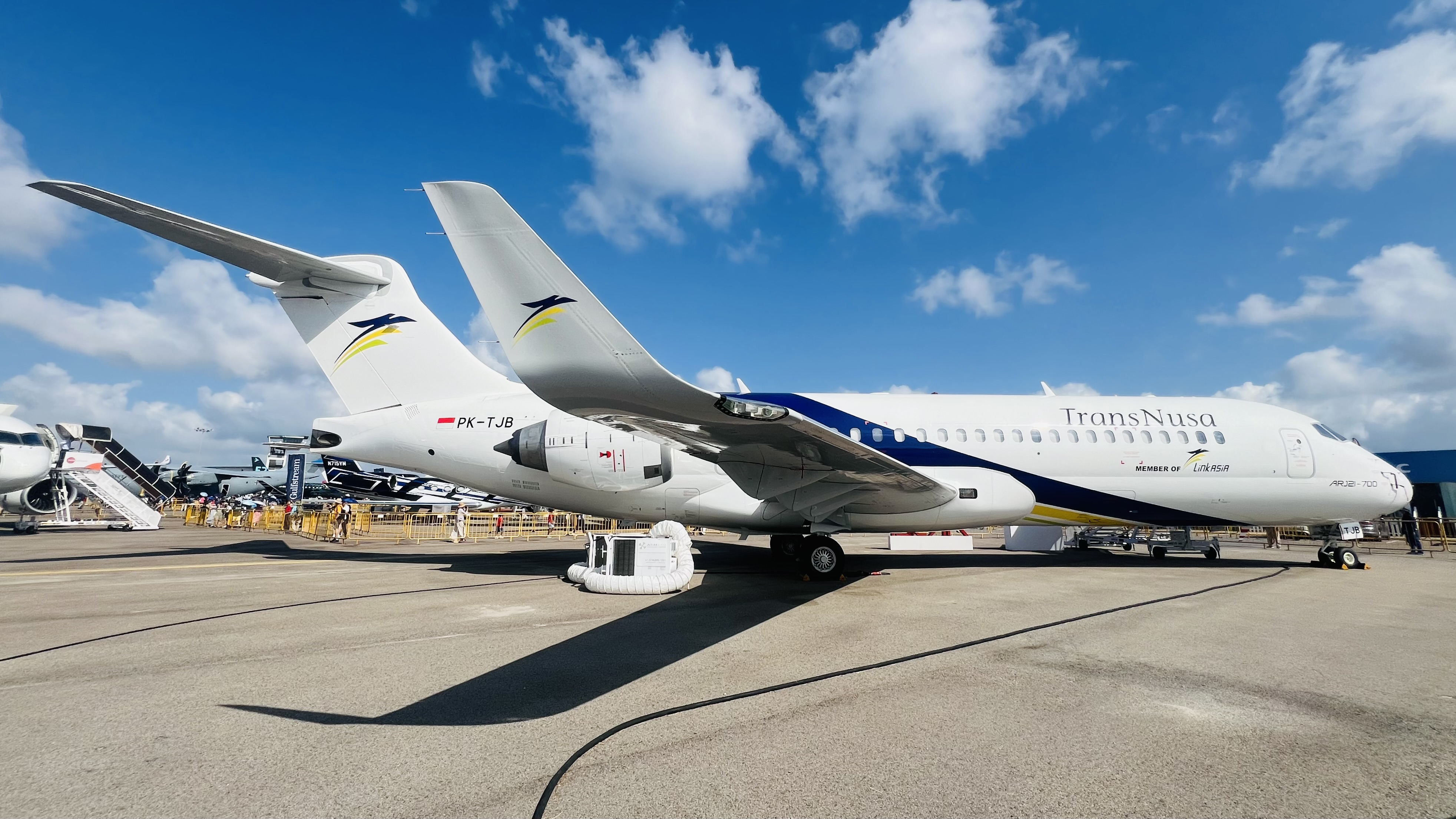
Un Comac ARJ21 de TransNusa en exhibición en el Salón Aeronáutico de Singapur de 2024

### Flota actual
A partir de abril de 2025, la flota de TransNusa consta de las siguientes aeronaves:
| Aeronave        | En la flota | Pedidos | Pasajeros | Notas                                                |
| --------------- | ----------- | ------- | --------- | ---------------------------------------------------- |
| Airbus A320-200 | 4           | 0       | 174       |                                                      |
| Airbus A321-200 | 2           | 0       | 195       |                                                      |
| Comac C909      | 2           | 28      | 90        | Primer operador internacional del Comac C909 (ARJ21) |
| Total           | 8           | 28      |           |                                                      |

### Flota histórica
- 1 ATR 42-500
- 6 ATR 72-600
- 1 Fokker 50
- 1 Fokker 70
- 1 Airbus A320neo

## Incidentes y accidentes
- El 4 de abril de 2016, un ATR 42-600 de TransNusa, que estaba siendo remolcado de una parte a otra del Aeropuerto Halim Perdanakusuma en Yakarta, colisionó con un Boeing 737 de Batik Air. El Boeing 737 se encontraba en carrera de despegue cuando la punta de su ala cortó la cola del ATR 42-600 mientras era remolcado por la pista. El ala del Boeing 737 se incendió. No hubo víctimas mortales en el accidente.